# Kecamatan Dolok Panribuan
Kecamatan Dolok Panribuan är ett distrikt i Indonesien.   Det ligger i provinsen Sumatera Utara, i den västra delen av landet, 1 300 km nordväst om huvudstaden Jakarta.